# Sabena-vlucht 877
Op 4 december 2000 werd  Sabena-vlucht 877, vanuit Zaventem, België naar Luchthaven Nairobi, Kenia via Bujumbura, Burundi  beschoten door Burundese Hutu-rebellen tijdens de landing op de Luchthaven Bujumbura. De Airbus 330-223 van de Belgische maatschappij Sabena had op dat moment 158 passagiers en 12 bemanningsleden aan boord. Het vliegtuig werd geraakt door zo’n 11 tot 18 kogels door mitrailleurvuur. Hierbij raakten twee mensen licht gewond.

## De aanslag
Om 17 uur 23 minuten die dag nam de gezagvoerder van het vliegtuig contact op met de verkeerstoren van de luchthaven van Bujumbura om de landing in te zetten om na de tussenlanding de vlucht te kunnen verderzetten naar de eindbestemming Nairobi. De Airbus A330 had zo’n 158 passagiers aan boord, waarvan 76 van hen Bujumbura als eindbestemming hadden en 72 naar Nairobi reisden.
De landing in de duisternis werd ingezet ter hoogte van Goma in de Democratische Republiek Congo om uiteindelijk te landen op baan 17 van de luchthaven. Voor landingen werd normaal gezien baan 35 aan de kant van het Tanganyikameer gebruikt. Ondanks het weer boven het meer  diende toch een kilometerslange strook van moeilijk te beveiligen struikgewas overgevlogen te worden. Mogelijk is dit omdat de baanverlichting niet goed werkte. Dit werd echter niet bevestigd in de onderzoeksrapporten.
Om 17 uur 56 minuten werd het vliegtuig tijdens de landing onder vuur genomen op zo’n 100-tal meter voor de landingsbaan. Twintig seconden na de beschieting kon het vliegtuig veilig landen op de Luchthaven van Bujumbura. Bij de aanslag vielen twee gewonden; een Belgische steward en een Tunesische passagier. Een van hen zou geraakt zijn door een kogel in zijn hand terwijl de andere gewond geraakt werd door een afgeketste kogel.
Na de landing kon het vliegtuig amper nog taxiën omdat het hydraulisch systeem van het neuswiel geraakt was door het mitrailleurvuur. Kort na de aanslag vonden beschietingen plaats op de verbindingsweg tussen de luchthaven en het centrum van de stad.
Nadat de gewonden de eerste zorgen kregen werden ze overbracht naar de hotels waar ook de passagiers met eindbestemming Nairobi waren in ondergebracht. Zij konden de dag later hun reis verder zetten met een vlucht van Kenya Airways.
Volgens het rapport over het incident had het vliegtuig 18 inslagen van machinegeweren geïncasseerd onder meer in het vrachtruim, het hydraulisch systeem van het neuswiel en het toilet…

## Gevolgen
Op het moment van de aanslag was Sabena de enige Europese maatschappij die op Bujumbura vloog. Maar één dag later op 5 december 2000 besliste Sabena de wekelijkse vlucht naar Bujumbura voor onbepaalde tijd op te schorten. De vlucht van 4 december 2000 was tevens de laatste vlucht van Sabena naar Bujumbura. Pas 7 jaar later zal Brussels Airlines opnieuw een rechtstreekse vlucht inleggen tussen België en Burundi.
Als dader van de aanslag werd door de Burundese autoriteiten gewezen naar de Burundese Hutu-rebellen die actief waren in de regio. In augustus 2000 hadden een aantal rebellengroepen een vredesakkoord afgesloten met de lokale overheid. Dit tot ongenoegen van radicale groeperingen die het vredesproces wilden saboteren. Volgens hen vervoerde het Sabena-vliegtuig wapens wat het neerschieten volgens hen rechtvaardigde.

## Onderzoek
De procureur-generaal van Burundi stelde een dag na de aanslag een onderzoekscommissie in om het incident te onderzoeken. Het luchthavendomein en de omgeving werd onderzocht en enkele medewerkers van de luchthaven, Sabena en militairen van het regeringsleger werden verhoord. Alsook de passagiers en de bemanning van het vliegtuig werden verhoord.
Hieruit bleek dat ze na de aanval op vliegtuig de landingsbaan en de luchthaven wilden aanvallen. Op 27 november 2000 was er al een poging geweest om een Sabena-vliegtuig neer te halen.
Als gevolg van de aanslagen werden in Burundi een aantal mensen vervolgd: de leider van de FNL-Palipehutu, als organisator van de aanslag, een rebellenleider werd vervolgd voor het afvuren van de granaatlanceerder en zelfs een Italiaanse pater werd verdacht wegens het leveren van voedsel en financiële steun aan de rebellen. In 2001 waren vier beschuldigden opgepakt wegens het leveren van hand-en-spandiensten aan de rebellen.
Omdat het Belgische vliegtuig werd beschoten toen het nog in de lucht hing  is volgens het internationaal luchtvaartrecht de Belgische justitie bevoegd. Op 21 december 2000 stuurde het Brusselse parket een ploeg van de gerechtelijke politie naar  Bordeaux om de schade op te meten samen met enkele deskundigen. Het vliegtuig bevond zich op dat moment in Bordeaux voor verdere inspecties en herstelling door Airbus.

## De terugvlucht
Op 9 december 2000 werd het voorlopig herstelde vliegtuig zonder passagiers overgevlogen naar Nairobi om vervolgens via Bordeaux terug naar Zaventem terug te keren. Sabena-technici waren hiervoor naar Bujumbura overgevlogen.
Het opstijgen van het vliegtuig was echter een verrassing voor de lokale autoriteiten. Men dacht dat enkel het vliegtuig een taxirit zou maken op de landingsbaan van de luchthaven. Dit vertrek was eerder wel goedgekeurd en besproken met de Belgische ambassade, het Directoraat-generaal Luchtvaart en Sabena. Na de tussenlanding in Nairobi vloog het toestel naar Bordeaux voor herstelling en inspecties.
Op 13 januari 2001 kon het vliegtuig terugkeren naar Zaventem. De eerste commerciële vlucht na de aanslag met het toestel vond plaats op 16 januari van dat jaar met een vlucht naar Boston in de Verenigde Staten.